# 통합 마스트

통합 마스트가 적용된 아키텐급 호위함이다.

통합 마스트(IMM : Integrated Mast Module)는 다양한 기능의 서로 다른 레이더들을 함교(마스트)에 몰아넣은 형태의 마스트, 혹은 이런 기술을 적용한 군함들을 일컫는다. 항공모함, 강습상륙함, 구축함, 호위함에 다양하게 적용되고 있다. 스텔스 시대와 AESA 레이더 시대에 맞물려 각광받고 있는 군사기술이다.

## 역사
2010년대~2020년대 이후, 듀얼 밴드 레이더인 FCS-3, AN/SPY-6, 트리플 밴드 레이더인 346식B가 탑재된 055형 구축함등, n개 밴드 레이더가 대세가 되고 있다. FCS-3의 후계작인 OPY-2를 탑재한 30FFM같은 통합 마스트를 채용한 군함이 등장하기 시작했다. 통합 마스트의 장점은 아래와 같다.
- 복잡한 레이더 구조물을 줄여, 피탐 면적이 대폭 줄어들고 스텔스 능력이 향상됐다.
- 레이더가 모두 한 구조물에 모여 있어, 정비성이 용이하다고 평가받고 있다.
- 센서 음영구역 해소로 표적 탐지/추적 능력이 향상된다.
- 탑재 센서 간 EMI 회피로 센서 및 통신장비 운용성 극대화

### 통합마스트 개발국

#### 영국
영국은 26식 호위함을 개발했고, 통합 마스트를 적용했다. 데이터 링크 16과 GPS와 연계하는 성능도 훌륭하다고 평가받는다. 영국 측은 26식 호위함에 통합 마스트를 적용하는 이유가 다음과 같은 장점이 있기 때문이라고 설명했다.
- 더 나은 운영 성능
- Mast의 보호되고 보호 된 환경에서 유지 보수가 가능하여 운영 가용성이 높아져서 기상 조건이 충분히 안전 할 때까지 더 이상 수리를 기다릴 필요가 없습니다.
- 선박 건조 시간 단축
- 비 회전 레이더로 인해 유지 보수 요구 사항 감소
- 갑판 아래 공간에서 막대한 절약
- 서명 감소 / 범위 증가
- 비용 절감 (i) 환경 개선으로 인한 센서 비용 절감 (ii) 부식 부족, 재 도장 및 모듈 식 접근으로 인한 유지 보수 비용 절감
- 윗면 무게 감소 / 안정성 향상
- EMI 감소 – RAM으로 덮인 데크
- 빠른 역할 변경 가능성 – 유연성, 업그레이드 가능성

#### K-통합마스트
한국의 한국형 차기 구축함과 울산-Batch III 호위함에도 통합마스트가 적용된다. 이런 배들을 언론들 사이에선 '스마트 군함' 혹은, '미니 이지스'라고도 불린다. 한국형 차기 구축함에 쓰이는 레이더는 M-SAM에 쓰이는 레이더인 MFR 레이더의 기술을 기반으로 만든다. MFR 레이더는 천궁 (유도탄)용 레이더로도 유명한데, 러시아의 S-400 기술을 도입한 바가 있는 무기이다. 그러나 S-400의 레이더는 400km~700km를 탐지하나, MFR 레이더는 300km를 겉돈다. 그리고 울산-Batch III 호위함에 탑재될 레이더는 탐지거리가 000km인 것으로 알려졌다.

## 같이 보기
- 한국형 차기 구축함
- 30FFM
- 아키텐급 호위함
- 055형 구축함